# Halowe Mistrzostwa Europy w Lekkoatletyce 1981 – trójskok mężczyzn
Trójskok mężczyzn – jedna z konkurencji technicznych rozgrywanych podczas halowych lekkoatletycznych mistrzostw Europy w Palais des Sports w Grenoble. Rozegrano od razu finał 21 lutego 1981. Zwyciężył reprezentant Związku Radzieckiego Szamil Abbiasow, który ustanowił nieoficjalny halowy rekord świata skokiem na odległość 17,30 m. Tytułu zdobytego na poprzednich mistrzostwach nie bronił Béla Bakosi z Węgier.

## Rezultaty

### Finał
Rozegrano od razu finał, w którym wzięło udział 10 skoczków.

Opracowano na podstawie materiału źródłowego.
| Poz. | Zawodnik             | Reprezentacja   | Próby | Próby | Próby | Próby | Próby | Próby | Wynik | Uwagi |
| Poz. | Zawodnik             | Reprezentacja   | 1     | 2     | 3     | 4     | 5     | 6     | Wynik | Uwagi |
| ---- | -------------------- | --------------- | ----- | ----- | ----- | ----- | ----- | ----- | ----- | ----- |
| 01 ! | Szamil Abbiasow      | ZSRR            | 16,81 | 17,30 | x     | 15,01 | x     | x     | 17,30 | WR    |
| 02 ! | Klaus Kübler         | RFN             | x     | 16,72 | x     | 16,73 | x     | x     | 16,73 |       |
| 03 ! | Aston Moore          | Wielka Brytania | x     | 16,73 | x     | x     | x     | 16,65 | 16,73 |       |
| 4.   | Peter Bouschen       | RFN             | 16,00 | x     | 16,59 | 16,61 | x     | 16,15 | 16,61 |       |
| 5.   | Bernard Lamitié      | Francja         | x     | 16,48 | x     | x     | 16,25 | 16,50 | 16,50 |       |
| 6.   | Aleksandr Bieskrowny | ZSRR            | x     | 16,24 | 15,99 | x     | 15,87 | 16,46 | 16,46 |       |
| 7.   | Janoš Hegediš        | Jugosławia      |       |       |       |       |       |       | 16,31 |       |
| 8.   | Wolfgang Knabe       | RFN             |       |       |       |       |       |       | 16,14 |       |
| 9.   | Alessandro Ussi      | Włochy          |       |       |       |       |       |       | 15,87 |       |
| 10.  | Johan Brink          | Szwecja         |       |       |       |       |       |       | 15,48 |       |